# جزیره ماگدالنا (منطقه آیسن)
جزیره ماگدالنا (به اسپانیایی: Magdalena Island) یک جزیره در شیلی است. جزیره ماگدالنا ۲٬۰۲۵ کیلومتر مربع مساحت دارد.